# Сержанов, Александр Ильич
Алекса́ндр Ильи́ч Сержа́нов (16 апреля 1924, Макеевка, Донецкая область — 27 ноября 2012, Тольятти) — советский военачальник, генерал-майор, участник Великой Отечественной войны, начальник Тольяттинского военного технического института.

## Биография
Родился в Макеевке 16 апреля 1924 года, вторым ребёнком в семье.
В 1941 году с отличием окончил среднюю школу, поступил в Донецкий индустриальный институт, вместе с институтов был эвакуирован в Горький.
В 1942 году, по достижении 18 лет, был призван в Красную Армию и направлен сначала в Военно-Морской флот, а оттуда на учёбу в Ленинградское военно-морское инженерное училище. С 1944 года служит в действующих частях Балтийского флота.
После окончания Великой Отечественной войны окончил учёбу, получив диплом инженера по строительству военно-морских баз, служил на Черноморском флоте, где участвовал в разминировании территорий.
В конце 1952 года инженер-капитан Сержанов получил назначение на преподавательскую работу в Ленинградский инженерно-строительный институт на военно-морской факультет. Занимался преподавательской работой, служил в НИИ-12 ВМФ и ЦНИИ-26 Министерства обороны, принимал участие в разработке и создании образцов вооружения атомных подводных лодок. Сам занимался изобретательством: автор десяти научных трудов и обладатель пяти патентов.
В конце 1970-х принимал участие в открытии нового военно-строительного вуза. Александр Ильич Сержанов лично обследовал выделенные площадки и выбрал место для строительства военного училища в Тольятти. Он же стал и одним из авторов проекта военного городка вуза и его учебно-полевой базы.
После формирования училища возглавил его и руководил до 1984 года.
С 1984 года в отставке. Переехал в Киев, затем в г. Яготин Киевской области, где работал начальником штаба гражданской обороны на сахарном заводе.
В 1996 вернулся в Тольятти, где возглавил совет ветеранов училища. Также возглавлял общественную организацию «Союз Чернобыль-Тольятти».
Умер 27 ноября 2012 года в Тольятти.

## Награды
- Орден Красного Знамени;
- Орден Отечественной войны I степени;
- Орден Красной Звезды;
- Медаль «За боевые заслуги»;
- Медаль «За победу над Германией в Великой Отечественной войне 1941-1945 гг.» и другие медали.